# Oscar Nordqvist

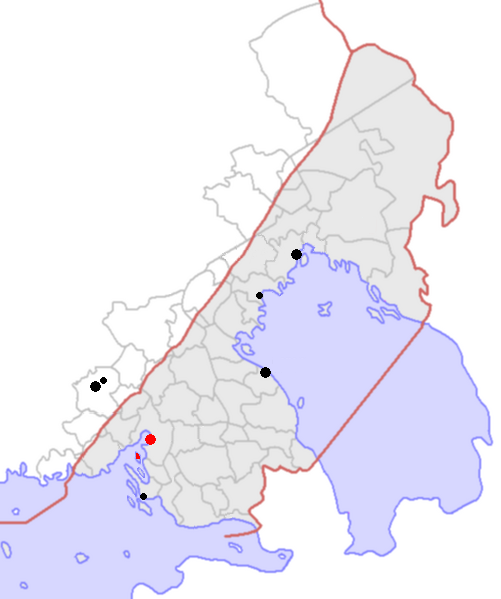
Viborgs läge i nuvarande Ryssland

Oscar Frithiof Nordqvist, född 20 maj 1858 i Viborg, död 15 oktober 1925 i Lidingö, var en finländsk zoolog och upptäcktsresande. Nordqvist deltog i den svenska Vegaexpeditionen 1878–1880 som tolk och biträdande zoolog. Han var gift med friherrinnan Ebba Mathilda von Alfthan och far till Harald Nordqvist.

## Biografi
Oscar Nordqvist, som var son till Arvid Frithiof Nordqvist, gick i skolan i Viborg, innan han började på Finska kadettkåren i Fredrikshamn där han 1878 blev fänrik.
År 1878 värvades han av Adolf Erik Nordenskiöld att delta på Vegaexpeditionen, i vilken han var tolk i ryska och zoolog. Under resan utförde han även en rad etnografiska forskningar om tjuktjerna vilka han senare publicerade med en "Ordlista över tschuktschernas språk" (1882), "Etnologisk studie av tschuktscherna" (1883), och studier av "Ishavskustens däggdjursfauna" (1883).
Efter hemkomsten verkade Nordqvist en tid som officer där han 1886 utnämndes till stabskapten, men studerade samtidigt zoologi med inriktning på havsdjur i Finland och vid Albert-Ludwigs-Universität i tyska Freiburg im Breisgau och blev filosofie kandidat 1883 och filosofie doktor 1886.
Nordqvist fortsatta intresse för havsdjur medförde att han var den drivande kraften vid grundandet av "Fiskeriföreningen i Finland" 1891 och grundandet av en Försöksstation för fiskeriforskning i Evo 1892. År 1889 utsågs han till fiskeriinspektör.
År 1901 deltog han som Finlands representant i en konferens i Oslo som bidrog till bildandet av det Internationella Havsforskningsrådet 1902. Samma år publicerade Nordqvist läroboken "Handbok i fiskerihushållning".
Efter politiska uttalanden avskedades han dock av Nikolaj Bobrikov 1902 och Nordqvist flyttade till Sverige 1905.
Nordqvist började som fiskeriövervakare i Malmöhus län och blev en av grundarna till "Södra Sveriges fiskeriförening" 1906 och Försöksanstalten för fiskodling i Aneboda nära Lammhult 1907.
År 1913 utnämndes Nordqvist till chef för fiskeribyrån i Kungliga lantbruksstyrelsen. Nordqvist fortsatte att publicera ett stort antal artiklar kring fiskerinäringen och fiskerihushållning.